# دريك دينر
دريك دينر (بالإنجليزية: Drake Diener)‏ مواليد 19 ديسمبر 1981 في فوند دو لاك، هو لاعب كرة سلة أمريكي. بدأ مسيرته الاحترافية في سنة 2006. يلعب مع فريق أورلاندينا باسكيت في ليغا باسكيت الدرجة الأولى. يحمل الرقم 16. يبلغ طوله 6 قدم 5 بوصة (2.0 م).

## المسيرة الاحترافية
لعب مع أورلاندينا باسكيت في الدوري الإيطالي في موسم 2007–2008، ثم لعب مع منز سانا 1871 باسكت في سنة 2008، ثم لعب مع إس إس فليتشي سكاندون في الدوري الإيطالي في موسم 2008–2009، ثم لعب مع تيرامو باسكت من سنة 2009 إلى 2011، ثم لعب مع دينامو باسكت ساساري في الدوري الإيطالي من سنة 2011 إلى 2014، ثم لعب مع بالاكانسترو ريجيانا في موسم 2014–2015، ثم لعب مع باسكت سرقسطة 2002 في الدوري الإسباني في سنة 2015، ثم لعب مع أورلاندينا باسكيت في الدوري الإيطالي في سنة 2016.

## روابط خارجية
- دريك دينر على موقع الدوري الأوروبي لكرة السلة (الإنجليزية)
- دريك دينر على موقع الدوري الإسباني لكرة السلة (الإسبانية)
- دريك دينر على موقع كرة السلة الأوروبية.كوم (الإنجليزية)
- دريك دينر على موقع DraftExpress.com (الإنجليزية)
- دريك دينر على موقع كلية كرة السلة في سبورتس رفرنس.كوم (الإنجليزية)
- دريك دينر على موقع ريلجم (الإنجليزية)
- دريك دينر على موقع بروبوليرز (الإنجليزية)
- دريك دينر على موقع سبورتس رفرنس (الإنجليزية)